# Daniele Nava
Daniele Nava (Lecco, 20 gennaio 1975) è un politico italiano, presidente della Provincia di Lecco dal 2009 al 2014, sottosegretario nella giunta della regione Lombardia dal 2014 al 2018.

## Biografia
Daniele Nava è imprenditore nell'azienda di famiglia, che ha sede in Brianza, della quale ha cominciato ad occuparsi da quando aveva 22 anni.
Già capogruppo di Alleanza Nazionale nel consiglio comunale di Lecco dal 1997 al 2001, è stato il più votato dei partiti della Casa delle Libertà nel 2001 e nel 2006 ricoprendo la carica di vicesindaco dal 2001 al 2006, carica poi riconfermata per il secondo mandato e ricoperta fino a giugno 2009.
Ha partecipato in qualità di delegato alla fondazione del Popolo della Libertà al congresso di Roma del marzo 2009. In quest'occasione il Presidente Silvio Berlusconi lo nomina Vice-coordinatore e Vicario provinciale di Lecco.
Candidato del centrodestra alle elezioni provinciali di Lecco del 2009, sconfigge l'uscente Virginio Brivio (centrosinistra) e con il 54.33% dei voti viene eletto Presidente della Provincia di Lecco. Ricoprirà la carica fino al 2014 quando, nel rimpasto della Giunta Maroni del 2014, è nominato Sottosegretario agli Enti Locali della Regione Lombardia.
Nel 2013 lascia il Popolo delle Libertà e aderisce al Nuovo Centrodestra di Angelino Alfano. Nel 2017 torna nella rinata Forza Italia; a settembre 2021 lascia, per la seconda volta, il partito di Silvio Berlusconi per approdare alla Lega.